# William Hallowes Miller
Pour les articles homonymes, voir William Miller et Miller.
William Hallowes Miller, né le 6 avril 1801 à Velindre, près de Llandovery, Carmarthenshire et mort le 20 mai 1880, est un minéralogiste et cristallographe britannique.

## Biographie
Il étudia au St. John’s College de Cambridge où il obtint son diplôme en 1826.
Pendant quelques années, il occupa la fonction de college tutor qui lui permit de rédiger des traités d’hydrostatique et hydrodynamique.
En 1832, il prit le poste de William Whewell comme professeur de minéralogie, poste qu'il occupa jusqu'en 1870.
Il a été nommé membre de la Société royale de Londres en 1838.
Il a acquis une certaine notoriété dans le monde savant de son époque par d’intéressants mémoires, insérés dans les Philosophical Transactions, notamment : Sur les cristaux trouvés en scories, Sur les cristaux, Sur l'acide borique, Sur la position des axes de l'élasticité optique dans les cristaux, Sur les faux arcs-en-ciel, Sur les types des poids et mesures, etc.
On lui doit une édition refondue de l'Introduction élémentaire à la minéralogie de W. Phillips (1852).
Son ouvrage principal, Crystallography, fut publié en 1838. En 1852, il produisit une nouvelle édition de la Elementary Introduction to Mineralogy de H. J. Brooke. En 1843, il participa au comité chargé de superviser l'élaboration de nouvelles normes de longueur et de poids (voir le Phil. Trans., 1856).

## Publications
- William Hallowes Miller (1831) The Elements of Hydrostatics and Hydrodynamics
- William Hallowes Miller (1833) An Elementary Treatise on the Differential Calculus
- William Hallowes Miller (1839) A Treatise on Crystallography
- Traité de cristallographie, Bachelier (Paris), 1842, Texte en ligne disponible sur LillOnum
- William Phillips, William Hallowes Miller, & Henry James Brooke (1852) An Elementary Introduction to Mineralogy
- William Hallowes Miller (1863) A Tract on Crystallography

## Espèces minérales décrites et dédiées
- Agnesite, décrite en 1852 avec Brooke (déclassée, synonyme de bismutite)
- Annabergite, décrite en 1852 avec Henry-James Brooke
- Autunite, décrite en 1852 avec Henry-James Brooke
- Chessylite, avec Brooke (synonyme d'azurite)
- Smithsonite, décrite avec Brooke (synonyme d'hémimorphite)
- Torberite (déclassée, synonyme de torbernite)
- Towanite, décrite en 1852 avec Henry-James Brooke (déclassée, synonyme de chalcopyrite)
- Zorgite, décrite en 1852 avec Henry-James Brooke (déclassée, synonyme de clausthalite)

Une espèce minérale lui a été dédié par Wilhelm Karl Ritter von Haidinger : la millérite.